# Windsor (Berkshire)
Windsor – miasto w hrabstwie Berkshire w Anglii. Jest częścią unitary authority Windsor and Maidenhead.
Słynie ze znajdującego się tam zamku, będącego główną siedzibą aktualnie panującej w Wielkiej Brytanii dynastii, która – rezygnując w 1917 ze swego oryginalnego, niemieckiego nazwiska – nowe zaczerpnęła właśnie od nazwy tej miejscowości. Tu zmarł Jerzy III Hanowerski. Windsor jest wspomniany w Domesday Book (1086) jako Windesores.  

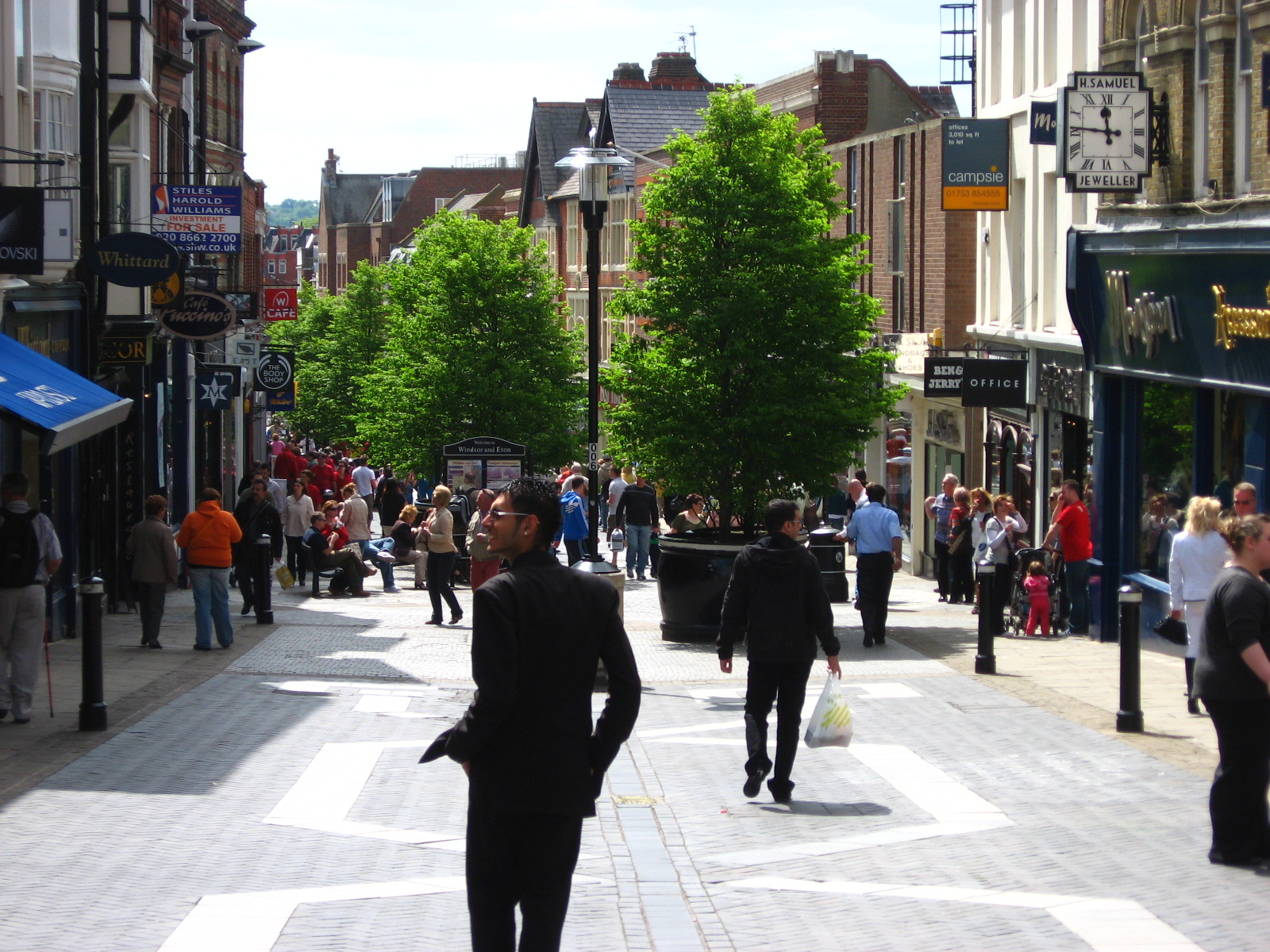
Deptak w centrum
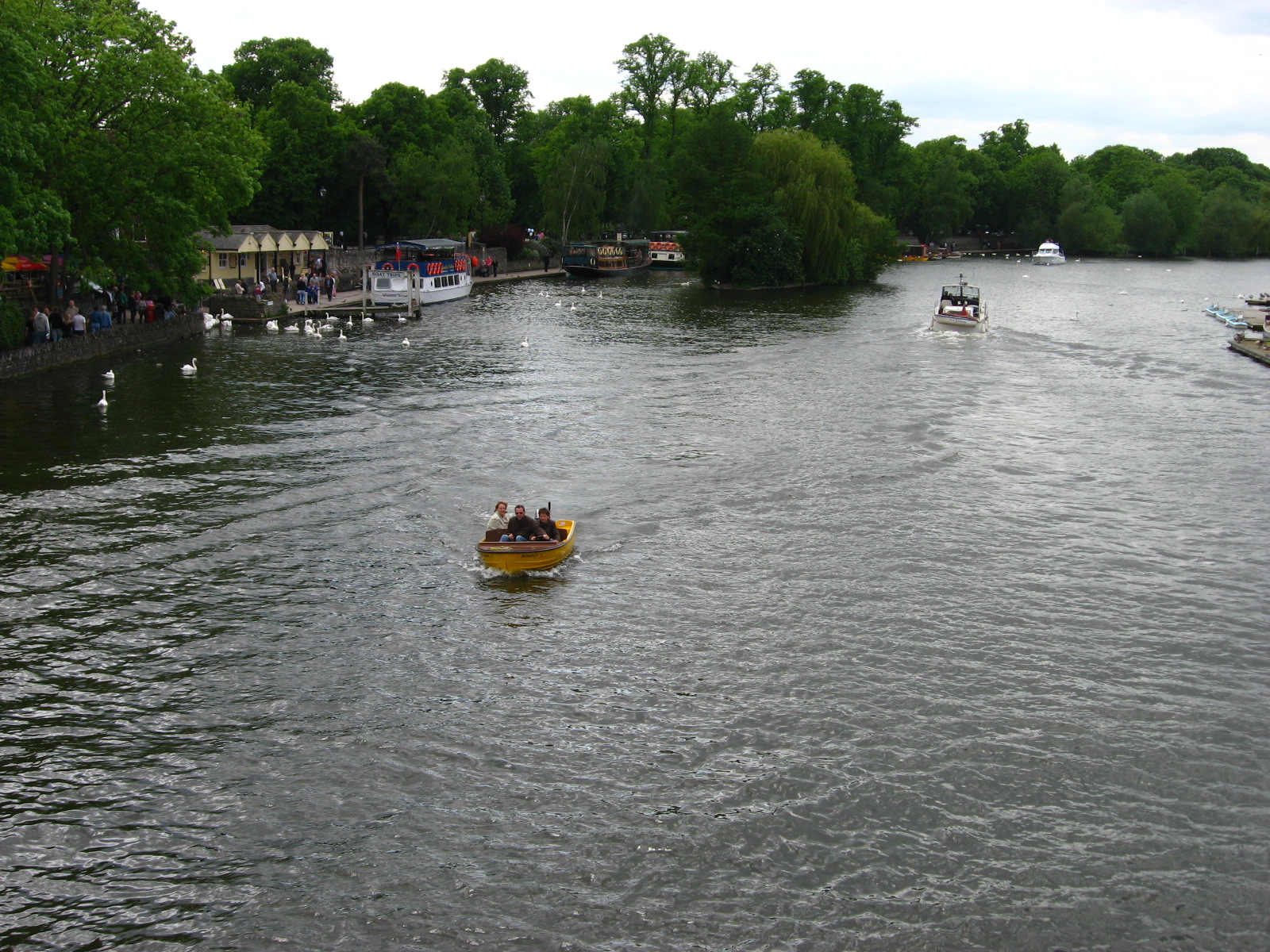
Rzeka Tamiza
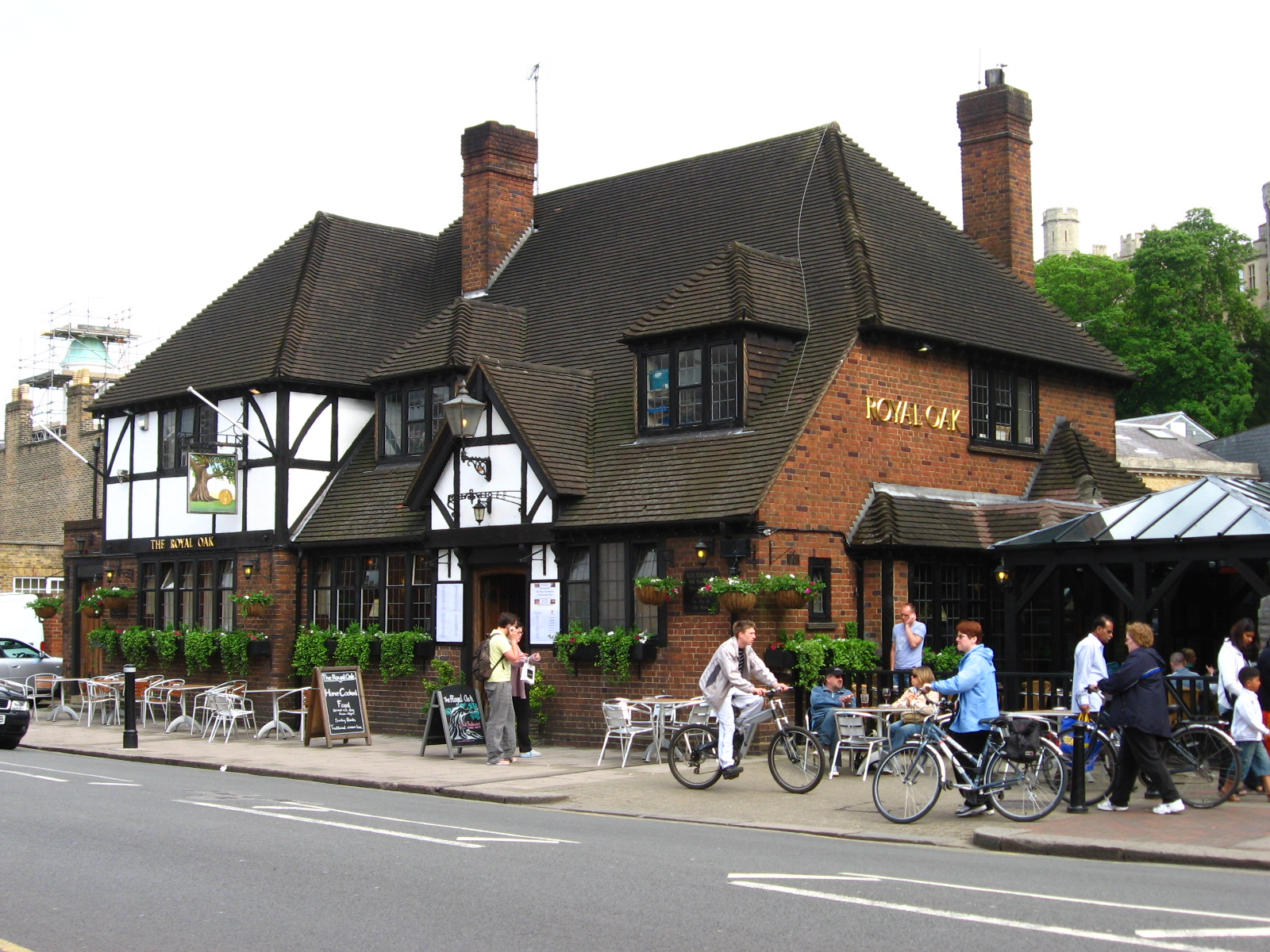
Restauracja Royal Oak